# Büro für Befestigungsbauten

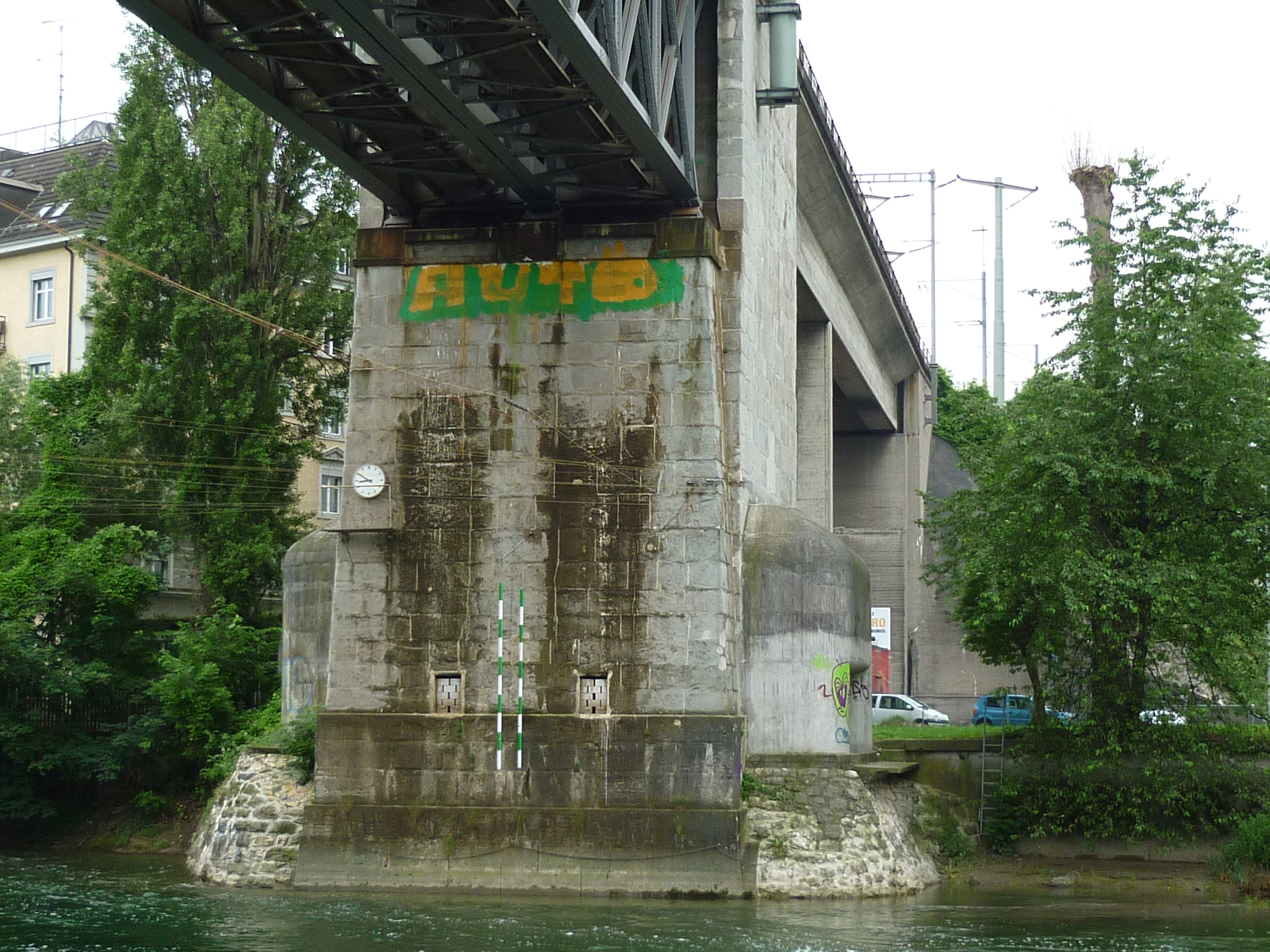
Ehemaliger BBB-Maschinengewehrstand des Stadtkommandos Zürich im Wipkinger Bahnviadukt, Zürich (2010)

Das Büro für Befestigungsbauten (BBB, früher Bureau für Befestigungsbauten) war eine Behörde im Eidgenössischen Militärdepartement in Bern.
Unter Oberst Johann Jakob Lochmann als Waffenchef der Genie wurde am 1. Mai 1886 das BBB mit Major (später Oberst) Jules Folly als Chef gegründet. Von 1906 bis 1921 wurde es von Oberst Julius Rebold geleitet. Nach dem Ersten Weltkrieg wurde das BBB 1921 geschlossen. Nach der Machtergreifung der Nazis in Deutschland wurde es am 1. Januar 1935 vor dem Zweiten Weltkrieg unter Oberst Felix Peter wiedereröffnet.
Das BBB war für den Bau von Festungsanlagen und Hindernissen sowie die Entwicklung von Normen und Richtlinien zuständig. Dazu standen ihm eine Vielzahl von Ingenieuren und Technikern aus den Bau-, Elektro-, Maschinen-, Ventilations- und Fernmeldebranchen zur Verfügung. Im Auftrag der Landesverteidigungskommission entstanden Hunderte von Festungen und andere unterirdische Anlagen in der ganzen Schweiz. 
Typisch ist das sogenannte «BBB-Schloss», ein Standard-Vorhängeschloss zum äussersten Verschluss einer militärischen Anlage. Die so abgeschlossene Öffnung dient zur Verhinderung von Sabotage.

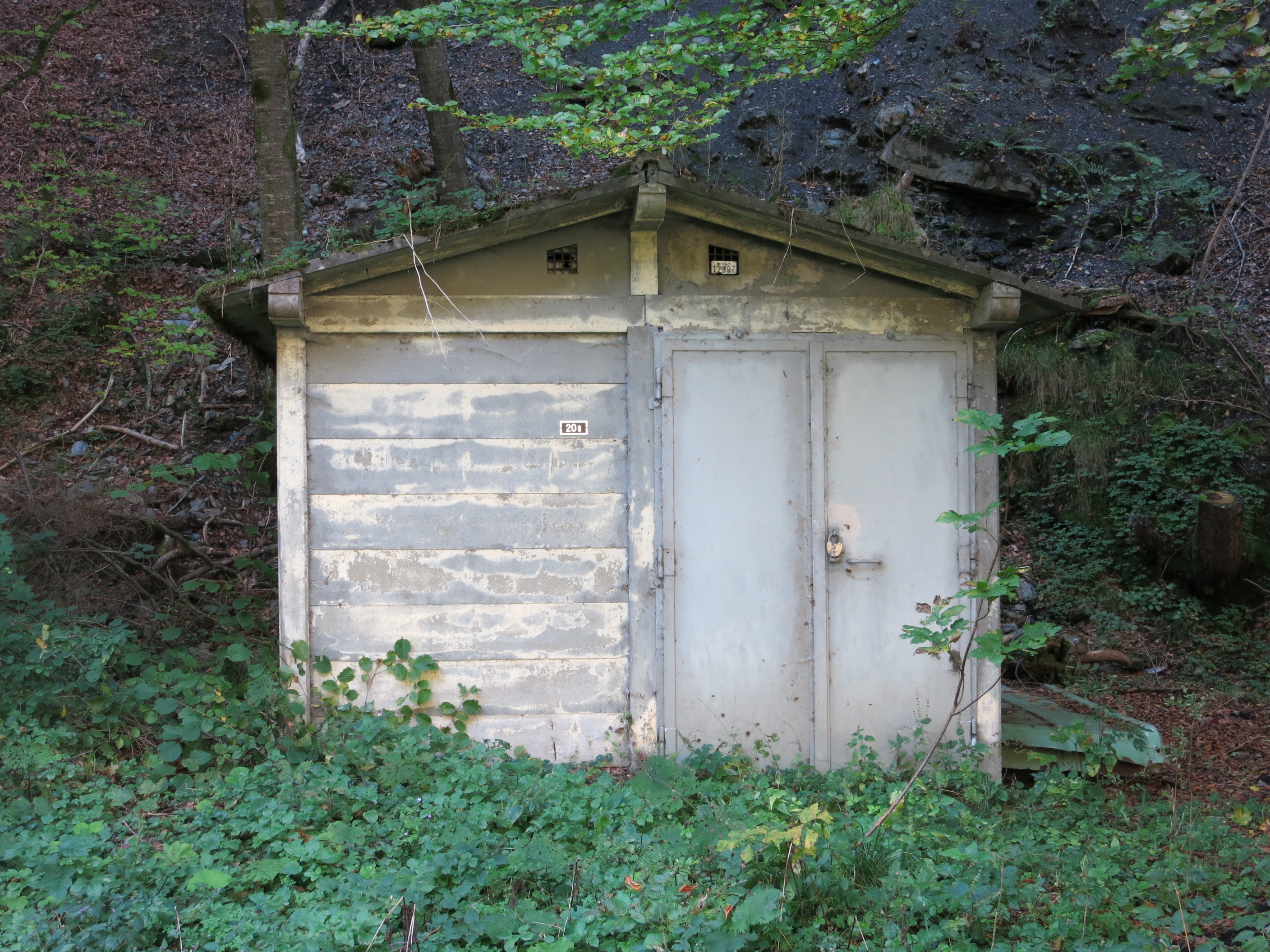
«Nomadenhaus» mit BBB-Schloss

Mit der Truppenordnung 1951 ging das BBB in der Sektion für Festungsbau der neuen Abteilung für Genie und Festungswesen unter Oberstdivisionär Charles Rathgeb auf.